# Tegenaria blanda
Tegenaria blanda är en spindelart som beskrevs av Willis J. Gertsch 1971. Tegenaria blanda ingår i släktet husspindlar, och familjen trattspindlar. Inga underarter finns listade i Catalogue of Life.